# St. Leo (Florida)
St. Leo es un pueblo ubicado en el condado de Pasco en el estado estadounidense de Florida. En el Censo de 2010 tenía una población de 1.340 habitantes y una densidad poblacional de 319,17 personas por km².

## Geografía
St. Leo se encuentra ubicado en las coordenadas 28°20′14″N 82°15′30″O / 28.33722, -82.25833. Según la Oficina del Censo de los Estados Unidos, St. Leo tiene una superficie total de 4.2 km², de la cual 3.53 km² corresponden a tierra firme y (15.85%) 0.67 km² es agua.

## Demografía
Según el censo de 2010, había 1.340 personas residiendo en St. Leo. La densidad de población era de 319,17 hab./km². De los 1.340 habitantes, St. Leo estaba compuesto por el 77.01% blancos, el 14.63% eran afroamericanos, el 0.22% eran amerindios, el 1.79% eran asiáticos, el 0.07% eran isleños del Pacífico, el 2.99% eran de otras razas y el 3.28% pertenecían a dos o más razas. Del total de la población el 12.24% eran hispanos o latinos de cualquier raza.